# DBX1
DBX1 (англ. Developing brain homeobox 1) – білок, який кодується однойменним геном, розташованим у людей на короткому плечі 11-ї хромосоми. Довжина поліпептидного ланцюга білка становить 343 амінокислот, а молекулярна маса — 37 283.
| 10         |  | 20         |  | 30         |  | 40         |  | 50         |
| ---------- |  | ---------- |  | ---------- |  | ---------- |  | ---------- |
| MMFPGLLAPP |  | AGYPSLLRPT |  | PTLTLPQSLQ |  | SAFSGHSSFL |  | VEDLIRISRP |
| PAYLPRSVPT |  | ASMSPPRQGA |  | PTALTDTGAS |  | DLGSPGPGSR |  | RGGSPPTAFS |
| PASETTFLKF |  | GVNAILSSGP |  | RTETSPALLQ |  | SVPPKTFAFP |  | YFEGSFQPFI |
| RSSYFPASSS |  | VVPIPGTFSW |  | PLAARGKPRR |  | GMLRRAVFSD |  | VQRKALEKMF |
| QKQKYISKPD |  | RKKLAAKLGL |  | KDSQVKIWFQ |  | NRRMKWRNSK |  | ERELLSSGGC |
| REQTLPTKLN |  | PHPDLSDVGQ |  | KGPGNEEEEE |  | GPGSPSHRLA |  | YHASSDPQHL |
| RDPRLPGPLP |  | PSPAHSSSPG |  | KPSDFSDSEE |  | EEEGEEQEEI |  | TVS        |

A: Аланін

C: Цистеїн

D: Аспарагінова кислота

E: Глутамінова кислота

F: Фенілаланін

G: Гліцин

H: Гістидин

I: Ізолейцин

K: Лізин

L: Лейцин

M: Метіонін

N: Аспарагін

P: Пролін

Q: Глутамін

R: Аргінін

S: Серин

T: Треонін

V: Валін

W: Триптофан

Кодований геном білок за функцією належить до білків розвитку. 
Білок має сайт для зв'язування з ДНК. 
Локалізований у ядрі.